# STS-69
STS-69は、エンデバーのミッションであり、Wake Shield Facility (WSF)の2度目の飛行である。1995年9月7日にフロリダ州のケネディ宇宙センターから打ち上げられた。

## 乗組員
- 船長 - デヴィッド・ウォーカー（英語版） (4)
- 操縦手 - ケネス・コックレル　(2)
- ミッションスペシャリスト1 - ジェームズ・ヴォス（英語版） (3)
- ミッションスペシャリスト2 - ジェームズ・ニューマン (2)
- ミッションスペシャリスト3 - マイケル・ガーンハート（英語版） (1)

### 船外活動
- ヴォスとゲルンハート
- 開始：1995年9月16日8時20分(UTC)
- 終了：1995年9月16日15時06分(UTC)
- 期間：6時間46分

## ハイライト

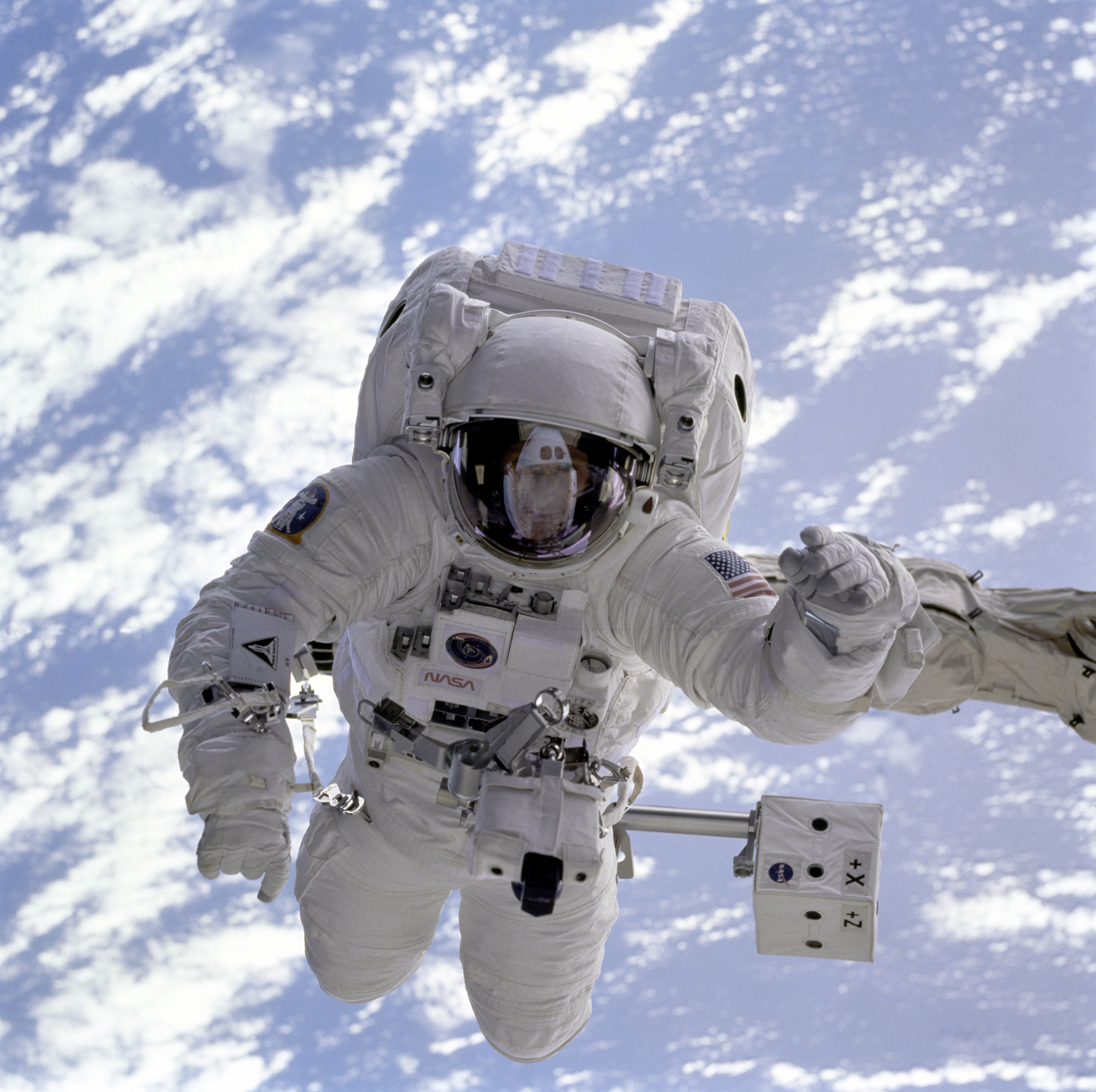
船外活動でロボットアームに捕まれるガーンハート

11日間のミッションで、Wake Shield Facility (WSF)の2度目の飛行が行われた。これは皿型の衛星で、シャトルから離れて数日間自由飛行した。WSFは、衛星を宇宙空間に移動させ、起動させると形成されるほぼ真空の薄膜である。Spartan 201天文衛星も展開、回収された。また、乗組員は6時間の船外活動を行って、国際宇宙ステーション建設のための組立て技術と宇宙服の性能の試験を行った。
Spartan 201は、シャトルでの3度目の飛行を行った。Spartan 201のミッションは、太陽と太陽風の相互作用の調査を目的とした科学研究である。Spartanの目標は、太陽の外層大気と、そこから過去から地球に吹き続けてきた太陽風への変化を解明することである。
STS-69では、太陽からの極紫外線の長期変動を測定し、イオに由来する木星の回りのプラズマ環からの極紫外線を研究することを目的とした、5機の飛行計画の最初となるInternational Extreme Ultraviolet Hitchhiker (IEH-1)も宇宙に運ばれた。
また、Capillary Pumped Loop-2/Gas Bridge Assembly (CAPL-2/GBA)も搭載された。この実験は、計画されるEarth Observing System ProgramとThermal Energy Storage-2で用いられる予定の冷却システムの微小重力環境での実証を目的として設計されたCAPL-2 Hitchhikerから構成された。また、このペイロードの一部は、いくつかのGet Away Special (GAS)である。
宇宙ステーションの開発と関連する他のペイロードには、Electrolysis Performance Improvement Concept Study (EPICS)がある。宇宙での水の電気分解による酸素と水素の補給は、将来の宇宙ミッションへのNASAのニーズや目標を満たすのに重要な役割を果たす。機体上での酸素の生成により、毎年の宇宙ステーションへの補給を約5,400kg減らすことが期待される。
搭載されたその他のペイロードには、飛行中の骨喪失について調査するためのNational Institutes of Health-Cells-4 (NIH-C4)、哺乳類細胞の重力感知メカニズムを調査するためのBiological Research in Canister-6 (BRIC-6)がある。また商業実験も行われた。CMIX-4の目的は微小重力下の細胞変化の分析及び神経-筋肉の発達障害の研究である。
Thermal Energy Storage (TES-2)は、CAPL-2/GBA-6の一部の実験である。TES-2のペイロードは、微小重力下で繰り返し融解、凍結する、フッ化リチウム-フッ化カルシウム共晶等のフッ化物塩の熱エネルギー貯蔵の長期挙動を理解するためのデータを収集するために設計された。この実験から得られたデータは、TESSIMと呼ばれるコンピュータコードによって正当性が確認された。